# Бондаренко Роман Ігорович
Рома́н І́горович Бондаре́нко (1 серпня 1989 — 12 листопада 2020, м. Мінськ, Білорусь) — білоруський художник, громадський активіст, котрий загинув після побиття силовиками.

## Життєпис
Роман Бондаренко народився 1 серпня 1989 року.
Закінчив Білоруську державну академію мистецтв. Служив у 3-ї окремої Червонопрапорної бригади оперативного призначення Внутрішніх військ МВС Білорусі. Працював адміністратором, потім директором одного з мережевих магазинів «Острів чистоти».
Увечері 11 листопада 2020 року люди в цивільному з масками на обличчях прийшли до «Площі Змін» у Мінську і почали перерізати біло-червоно-білі стрічки, розвішені місцевими жителями. Він був серед місцевих жителів, які вийшли на подвір'я і сперечалися з невідомими. За словами очевидців, один із невідомих напав і штовхнув Романа, але той ухилився від удару. Невідомий намагався затримати його, але згодом втік. Однак о 22:16 Романа негайно затримали особи в цивільному у тонованих мікроавтобусах. Вони доставили затриманого до Центрального РВВС, де він перебував до 0:05. Романа доставили з відділу поліції до лікарні у дуже важкому стані.
Помер 12 листопада 2020 року.

## Реакція
У заяві від 13 листопада 2020 року ЄС засудив жорстокість працівників міліції в цивільному та висловив співчуття родині та друзям Романа Бондаренка.
На думку президента А. Лукашенка і деяких засобів масової інформації, Роман Бондаренко став «сакральною жертвою», якої чекали; це описано в методичці «кольорових» революцій.
15 листопада 2020 року за трансляцію мирної акції у пам'ять Романа Бондаренко з «Площі Змін» журналістки телеканалу «Белсат» Катерина Андрєєва і Дар'я Чульцова були арештовані, а в лютому 2021 року отримали по два роки позбавлення волі. Також у листопаді 2020 року у Мінську заарештовано журналістку Катерину Борисевич за свій репортаж про обставини смерті Романа Бондаренка. 2 березня 2021 року суд Московського району міста Мінська визнав її винною у підбурюванні до розголошення лікарської таємниці і засудив до 6 місяців колонії, а також штрафу в 100 базових величин.
Станом на 10 грудня 2020 року кримінальної справи за фактом смерті Бандаренка не порушувалось.

## В культурі
Пісні-присвяти Роману Бандаренку записали білоруські музиканти Анна Шаркунова — «Картинки на стене», «Стары Ольса» — «Штурм замка Пулен», Піт Павлов — «Вороний кінь», Дядя Ваня (рос.) біл. — «Я йду», Олександр Помідоров — «Ми йдемо».
Художниця Ольга Якубовська, відома серією зображень на тему білоруських протестів, присвятила один із них смерті Романа Бондаренка та створила картину «Я йду!»[59]. У грудні 2020 року мінський художник Андрій Дубінін присвятив Р.Бандаренку картину «Ромка, вийди!».
27 листопада 2020 анімаційний веб-серіал Mr. Freeman випустив серію, присвячену протестам у Республіці Білорусь під назвою «Я виходжу!» Фільм Настасії Яромєєвої «Барви нації», знятий у 2021 році, присвячений Роману Бандаренку.